# Pfadintegral

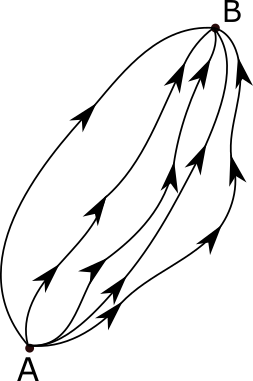
Die Abbildung zeigt fünf der unendlich vielen Pfade, auf denen sich ein Teilchen von Punkt nach Punkt bewegen kann.

Pfadintegrale sind eine auf Gregor Wentzel, Paul Dirac und insbesondere Richard Feynman zurückgehende Formulierung der Quantenmechanik, bei der bei einer Bewegung eines Teilchens von Punkt {\displaystyle A} zu Punkt {\displaystyle B} alle möglichen Pfade von {\displaystyle A} nach {\displaystyle B} berücksichtigt werden und nicht, wie in der klassischen Mechanik, nur der Pfad mit kleinster Wirkung.
Verallgemeinerte Pfadintegrale integrieren über Funktionen als Variablen und werden deshalb auch als Funktionalintegrale bezeichnet. Als solche sind sie seit langem ein grundlegendes Werkzeug in der Quantenfeldtheorie. Störungsrechnung, Renormierungsgruppe usw. werden dort i. d. R. mit Hilfe von Pfadintegralen formuliert.
Darüber hinaus treten Pfadintegrale auch in der klassischen statistischen Mechanik bei der Berechnung von Zustandssummen sowie in der kritischen Statik und Dynamik auf. Die formale Gemeinsamkeit zwischen Quantenfeldtheorie und klassischer statistischer Mechanik umfasst auch Störungsrechnung, Renormierungsgruppen, Instantonen und andere Techniken.

## Historisches, Anwendungen, Varianten
Das Pfadintegral wurde in den frühen 1920er Jahren von Norbert Wiener in der Stochastik eingeführt. 1924 verwendete Gregor Wentzel das Pfadintegral in der Quantenmechanik, die Arbeiten waren aber danach weitgehend vergessen worden und blieben isoliert. Einflussreicher war die Arbeit von Paul Dirac von 1933 und Diracs Darstellung in seinen The Principles of Quantum Mechanics. Feynman entwickelte daraus die nach ihm benannte Pfadintegral-Formulierung der Quantenmechanik in den 1940er Jahren. Im Fall von Punktteilchen wird hier über alle möglichen Wege {\displaystyle q(t)} eines Teilchens zwischen zwei Punkten integriert. Bei der Verallgemeinerung in der Quantenfeldtheorie wird stattdessen über die Feldkonfigurationen {\displaystyle \textstyle \Phi (x,t)} integriert. In seiner allgemeinsten Version kann das Pfadintegral als rechnerischer Ausdruck für die Übergangsamplitude in Diracs abstrakter Hilbertraumformulierung der Quantenfeldtheorie verstanden werden. Diese entspricht nach Julian Schwingers Quantenwirkungsprinzip der Forderung nach einer stationären, operatorwertigen Quantenwirkung.
Die Übergangsamplitude zwischen zwei Konfigurationen ist gegeben durch das Pfadintegral über {\displaystyle \textstyle \exp(\mathrm {i} S/\hbar )} mit entsprechenden Randbedingungen. Diese einfache Aussage kann zum grundlegenden Prinzip der Quantenmechanik erklärt werden, die Schrödingergleichung ist eine Konsequenz davon.
In der Quantenmechanik und Quantenfeldtheorie ist der Exponent im Integranden der Pfadintegrale imaginär. Im Gegensatz dazu sind die Exponenten der Pfadintegrale der klassischen Physik reell. In der Mathematik sind Pfadintegrale bzw. Funktionalintegrale Teil der Funktionalanalysis. Das Konvergenzverhalten und die Wohldefiniertheit des Pfadintegrals sind mathematisch nicht vollständig erforscht; die imaginärzeitige Formulierung mit dem Wiener-Maß kann in vielen Fällen exakt begründet werden und mit der sog. Wick-Rotation besteht ein exakter Zusammenhang zwischen reell-wertiger und imaginärer Formulierung („Statistische Physik bzw. Quantenfeldtheorie“).

## Quantenmechanik von Punktteilchen
Die Quantenmechanik eines Teilchens wird beschrieben durch die Schrödingergleichung
{\displaystyle {\frac {\partial }{\partial t}}\psi \left(q,t\right)=-{\frac {\mathrm {i} }{\hbar }}H\left({\hat {p}},q,t\right)\psi \left(q,t\right),}
wobei {\displaystyle H(p,q,t)} die Hamiltonfunktion, {\displaystyle q} eine Position im Raum und {\displaystyle {\hat {p}}=-\mathrm {i} \hbar \nabla _{q}} der Impulsoperator ist. Das Feynman’sche Pfadintegral
{\displaystyle \psi \left(q^{\prime },t^{\prime }\right)={\mathfrak {\mathcal {N}}}\int {\mathcal {D}}q\exp \left\{{\frac {\mathrm {i} }{\hbar }}\int _{t}^{t^{\prime }}\mathrm {d} t^{\prime \prime }L\left(q,{\dot {q}},t^{\prime \prime }\right)\right\}\psi \left(q,t\right)}
erstreckt sich über die Pfade {\displaystyle q(t)} des Teilchens und liefert zur Lösung {\displaystyle \psi (q,t)} der Schrödingergleichung zum Zeitpunkt {\displaystyle t} die Lösung zum Zeitpunkt {\displaystyle t^{\prime }}. Der konstante Normierungsfaktor {\displaystyle {\mathfrak {\mathcal {N}}}} ist i. A. uninteressant, {\displaystyle \textstyle L\left(q,{\dot {q}},t\right)=p{\dot {q}}-H\left(p,q,t\right)} ist die zur Hamiltonfunktion gehörende Lagrangefunktion.
In etwas kompakterer Schreibweise besagt das Pfadintegral, dass die Wahrscheinlichkeit, das Teilchen zum Zeitpunkt {\displaystyle t^{\prime }} am Punkt {\displaystyle B} zu finden, wenn es sich zum Zeitpunkt {\displaystyle t} bei {\displaystyle A} befunden hat, proportional ist zu {\displaystyle \textstyle \left|Z(B,A)\right|^{2}} mit
{\displaystyle Z\left(B,A\right)={\mathfrak {\mathcal {N}}}\int {\mathcal {D}}q\exp \left({\frac {\mathrm {i} }{\hbar }}S\right).}
Das Integral beinhaltet hier nur die Pfade von {\displaystyle (A,t)} zu {\displaystyle (B,t^{\prime })}, und es gilt
{\displaystyle Z\left(B,A\right)={\mathfrak {\mathcal {N'}}}\int \mathrm {d} q_{c}Z\left(B,C\right)Z\left(C,A\right).}

### Herleitung
Der Übergang von der Schrödingergleichung zum Pfadintegral erfordert keine Quantenmechanik. Vielmehr sind auch andere Differentialgleichungen ähnlicher Struktur (z. B. Fokker-Planck-Gleichungen) äquivalent zu einem Pfadintegral. Der Eindeutigkeit wegen wird festgelegt, dass in allen Termen des Hamilton-Operators {\displaystyle H\left(p,q,t\right)} die Nabla-Operatoren von {\displaystyle p=-\mathrm {i} \hbar \nabla _{q}} links stehen. Eine Integration der Schrödingergleichung für eine Raumdimension über ein Zeitintervall {\displaystyle \epsilon } liefert
{\displaystyle {\begin{aligned}\psi \left(q',t+\epsilon \right)&=\left(1-{\frac {\mathrm {i} \epsilon }{\hbar }}H\left(-\mathrm {i} \hbar \nabla _{q'},q',t\right)\right)\psi \left(q',t\right)+{\mathcal {O}}\left(\epsilon ^{2}\right)\\&=\int _{-\infty }^{\infty }\mathrm {d} q\left(\left(1-{\frac {\mathrm {i} \epsilon }{\hbar }}H\left(\mathrm {i} \hbar \nabla _{q},q,t\right)\right)\delta \left(q^{\prime }-q\right)\right)\psi \left(q,t\right)+{\mathcal {O}}\left(\epsilon ^{2}\right).\end{aligned}}}
Das andere Vorzeichen des Nabla-Operators in der zweiten Zeile erklärt sich daraus, dass die Ableitungen in allen Termen der Hamilton-Funktion hier rechts stehen und auf die {\displaystyle \delta }-Funktion wirken. Eine partielle Integration führt zurück zur ersten Zeile. Einsetzen des Fourier-Integrals
{\displaystyle \delta \left(q'-q\right)=\int _{-\infty }^{\infty }{\frac {\mathrm {d} p}{2\pi \hbar }}e^{{\frac {\mathrm {i} }{\hbar }}p\left(q'-q\right)}}
ergibt
{\displaystyle {\begin{aligned}\psi \left(q',t+\epsilon \right)&=\int _{-\infty }^{\infty }\mathrm {d} q\int _{-\infty }^{\infty }{\frac {\mathrm {d} p}{2\pi \hbar }}\left(\left(1-{\frac {\mathrm {i} \epsilon }{\hbar }}H\left(p,q,t\right)\right)e^{{\frac {\mathrm {i} }{\hbar }}p\left(q'-q\right)}\right)\psi \left(q,t\right)+{\mathcal {O}}\left(\epsilon ^{2}\right)\\&=\int _{-\infty }^{\infty }\mathrm {d} q\int _{-\infty }^{\infty }{\frac {\mathrm {d} p}{2\pi \hbar }}\exp \left\{{\frac {\mathrm {i} \epsilon }{\hbar }}\left[p{\frac {q'-q}{\epsilon }}-H\left(p,q,t\right)\right]\right\}\psi \left(q,t\right)+{\mathcal {O}}\left(\epsilon ^{2}\right).\end{aligned}}}
Diese Gleichung liefert {\displaystyle \textstyle \psi (q^{\prime },t+\epsilon )} als Funktional von {\displaystyle \psi (q,t)}. Eine {\displaystyle N=(t^{\prime }-t)/\epsilon }-malige Iteration liefert {\displaystyle \textstyle \psi (q^{\prime },t^{\prime })} in Gestalt eines Pfadintegrals über {\displaystyle q} und {\displaystyle p},
{\displaystyle \psi \left(q^{\prime },t^{\prime }\right)=\lim _{N\rightarrow \infty }\left(\prod _{n=1}^{N}\int {\frac {\mathrm {d} q_{n}\mathrm {d} p_{n}}{2\pi \hbar }}\right)\exp \left\{{\frac {\mathrm {i} }{\hbar }}\sum _{n=1}^{N}\epsilon \left[p_{n}{\dot {q}}_{n}-H\left(p_{n},q_{n},t_{n}\right)\right]\right\}\psi \left(q_{1},t_{1}\right).}
Diese „Hamiltonsche“ Form des Pfadintegrals wird gewöhnlich durch Ausführen der {\displaystyle p}-Integrale vereinfacht. Dies ist in geschlossener Form möglich, da {\displaystyle p} im Exponenten nur quadratisch vorkommt (wegen möglicher Komplikationen in Spezialfällen siehe Ref.). Das Ergebnis ist das oben aufgeführte Feynmansche Pfadintegral.

## Quantenfeldtheorie
Das Pfadintegral (Funktionalintegral) erstreckt sich hier über einen häufig unendlich-dimensionalen Funktionenraum, und nicht wie ein gewöhnliches Integral über einen endlichdimensionalen Raum. Die Koordinate {\displaystyle x} fungiert im Pfadintegral nur als kontinuierlicher Index. Eine präzise Definition beinhaltet die Approximation der Funktion {\displaystyle \Phi (x)} durch die Funktionswerte {\displaystyle \Phi (x_{n})} auf einem Raumgitter mit Gitterkonstante {\displaystyle a} sowie den Limes {\displaystyle a\to 0},
{\displaystyle Z=\int _{-\infty }^{\infty }{\mathcal {D}}\phi \exp \left({\frac {\mathrm {i} }{\hbar }}S\left(\phi \right)\right)=\lim _{N\rightarrow \infty }\prod _{n=1}^{N}\int _{-\infty }^{\infty }\mathrm {d} \phi \left(x_{n}\right)\exp \left({\frac {\mathrm {i} }{\hbar }}S\left(\phi \right)\right).}
Der Integrand eines Pfadintegrals ist eine Exponentialfunktion, der Exponent enthält im Quantenmechanik-Fall das Wirkungsintegral {\displaystyle S}, ein Funktional der Funktion {\displaystyle \Phi (x)}. Im Fall der statistischen Mechanik schreibt man Pfadintegrale gewöhnlich in der Form
{\displaystyle Z=\int _{-\infty }^{\infty }{\mathcal {D}}\phi \exp \left(-{\mathcal {H}}\left(\phi \right)\right),}
wobei {\displaystyle {\mathcal {H}}} als Hamiltonian bezeichnet wird. Quantenfeldtheorien sowie Feldtheorien der kritischen Dynamik oder Statik erfordern oft eine endliche Gitterkonstante (Regularisierung, Cutoff). Der Limes {\displaystyle a\to 0,N\to \infty } ist in diesem Fall erst nach Berechnung der physikalischen Größen ausführbar.
Für Fermionen werden Grassmann-Variablen (antikommutierende Variablen) zur Bildung von Pfadintegralen herangezogen.

## Resümee
In der klassischen Physik kann man die Bewegung von Teilchen (und zum Beispiel Lichtstrahlen) zwischen zwei Punkten {\displaystyle A,B} in Raum und Zeit mit dem Prinzip der kleinsten Wirkung (Hamiltonsches Prinzip) im Rahmen der Variationsrechnung berechnen. Die Wirkung ist das zeitliche Integral der Differenz zwischen kinetischer und potentieller Energie (Lagrangefunktion) von Startzeitpunkt, an dem sich das Teilchen in {\displaystyle A} befindet, bis zum Endzeitpunkt, an dem sich das Teilchen in {\displaystyle B} befindet. Nach dem Hamiltonschen Prinzip ist die Wirkung für den gewählten Weg ein Extremum, ihre Variation verschwindet. Für ein freies Teilchen ohne Potential ergibt sich eine Bewegung auf einer Geraden von einem Punkt {\displaystyle A} zu einem Punkt {\displaystyle B}. Ein Beispiel, in dem der Weg keine Gerade mehr ist, ist der eines Lichtstrahls, der Medien unterschiedlicher optischer Dichte passiert (was sich mit Hilfe eines Potentials in der Lagrangefunktion beschreiben lässt), hier ist der günstigste Weg (optischer Weg) keine Gerade mehr: Es kommt zur Brechung des Lichtstrahls.
In der Quantenmechanik integriert man mit einem Pfadintegral über alle möglichen Pfade, auf denen das Teilchen von {\displaystyle A} nach {\displaystyle B} gelangen könnte, und gewichtet die Pfade dabei mit einem „Phasenfaktor“ proportional zur Exponentialfunktion des imaginär gemachten und durch die reduzierte Plancksche Konstante geteilte Wirkungsfunktionals. Man nennt das auch Summe aller Pfade, weil hierbei über alle Pfade integriert wird, wenn auch mit unterschiedlichem Gewicht. Die Amplitude ist bei jedem Pfad gleich, aber die Phase, die von der jeweiligen Wirkung bestimmt wird, ist unterschiedlich. Der klassische Pfad zeichnet sich dadurch aus, dass bei ihm die Variation der Wirkung nach dem Hamiltonschen Prinzip verschwindet. Pfade in der Umgebung tragen also in etwa mit gleicher Phase bei, was zu konstruktiver Interferenz führt. Bei weiter entfernt liegenden Pfaden oszilliert der Integrand bei Wirkungen, die groß gegen das Plancksche Wirkungsquantum sind (klassischer Grenzfall), dagegen so schnell, dass sich die Beiträge dieser Wege gegenseitig aufheben. Sind die Wirkungen dagegen wie bei typischen quantenmechanischen Systemen in der Größenordnung des Planckschen Wirkungsquantums, tragen auch Pfade neben dem klassischen Pfad zum Pfadintegral bei.
Insofern stellt sich das Hamiltonsche Prinzip für Teilchenbahnen nur als Spezialfall des allgemeineren Hamiltonschen Prinzips für Felder heraus. Formal wird dabei in der Feynman’schen Formulierung die Integration über alle möglichen (generalisierten) Orte durch eine Integration über alle möglichen Feldkonfiguration substituiert, womit die eigentliche Rolle des Pfadintegrals zum Lösen von Wellen- bzw. Feldgleichungen deutlicher wird, so wie es im letzten Abschnitt für die Schrödingergleichung angedeutet wurde. Dieser Sachverhalt kann dabei auch in Analogie zum Übergang von der oben erwähnten Strahlenoptik zur Wellenoptik verstanden werden. Andererseits motiviert das modifizierte Hamiltonsche Prinzip mit der Ersetzung von Phasenraumkoordinaten durch Felder die kanonische Quantisierung der Euler-Lagrange-Feldgleichungen, wodurch eine vollständig operatorwertige Behandlung der Quantenmechanik möglich wird und damit ein alternativer Zugang zur Quantenfeldtheorie geschaffen ist, der hier nicht besprochen wurde.

## Bücher
- Hagen Kleinert: Pfadintegrale in Quantenmechanik, Statistik und Polymerphysik. Spektrum Akademischer Verlag 1993 (vergriffen, online lesbar hier). Neueste englische Auflage: Path Integrals in Quantum Mechanics, Statistics, Polymer Physics, and Financial Markets. 4th edition, World Scientific (Singapore, 2006) (auch online verfügbar).
- Gert Roepstorff: Pfadintegrale in der Quantenphysik. Vieweg 1991, 1997 (englische Übersetzung: Path integral approach to quantum physics – an introduction. Springer 1996).
- Richard P. Feynman, Albert R. Hibbs: Quantum Mechanics and Path Integrals, Emended Edition, 2005. Dover Publications, 2010 (Herausgeber Daniel F. Styer, der zahlreiche Fehler der Ausgabe von 1965 korrigierte), Website zur Neuauflage mit Ergänzungen.
- Jean Zinn-Justin: Path Integrals in Quantum Mechanics. Oxford University Press, 2005.
- Harald J.W. Müller-Kirsten: Introduction to Quantum Mechanics: Schrödinger Equation and Path Integral. 2nd edition, World Scientific, Singapore 2012.